# 大连梭鱼湾专业足球场
大连梭鱼湾专业足球场是一个位于中國辽宁省大连市的专业足球场，位于辽宁省大连市甘井子区钻石湾世界滨海公园东侧，始建于2020年10月11日，于2023年4月29日正式启用。大连梭鱼湾足球场是大连市首座国际标准专业足球场，也是中国唯一一座三面环海的足球场。其中“梭魚湾®”作为商标展现在名称中。现为中超联赛球队大连英博海发主场。
大连梭鱼湾足球场总占地面积约26.5公顷，总建筑面积约13.6万平方米，设有6.3万座席。场馆设计灵感来源于“海浪与海螺”，将大连的海洋文化、足球精神融于一体。场馆配套设施包括环绕球场的2.2千米慢跑坡道、东侧配备的2块天然草足球训练场及附属配套用房1座。
2025年5月1日，大连梭鱼湾足球场正式获得冠名。中升集团冠名球场，全称“大连·中升梭鱼湾®足球场”。需要注意的是，在更换球场名称标识的同时，“梭魚湾®”标识同样展示作为冠名权益。